# Capasa annulata
Capasa annulata är en fjärilsart som beskrevs av Arnold Pagenstecher 1896. Capasa annulata ingår i släktet Capasa och familjen mätare. Inga underarter finns listade i Catalogue of Life.